# Jugadora Mundial de la FIFA 2003

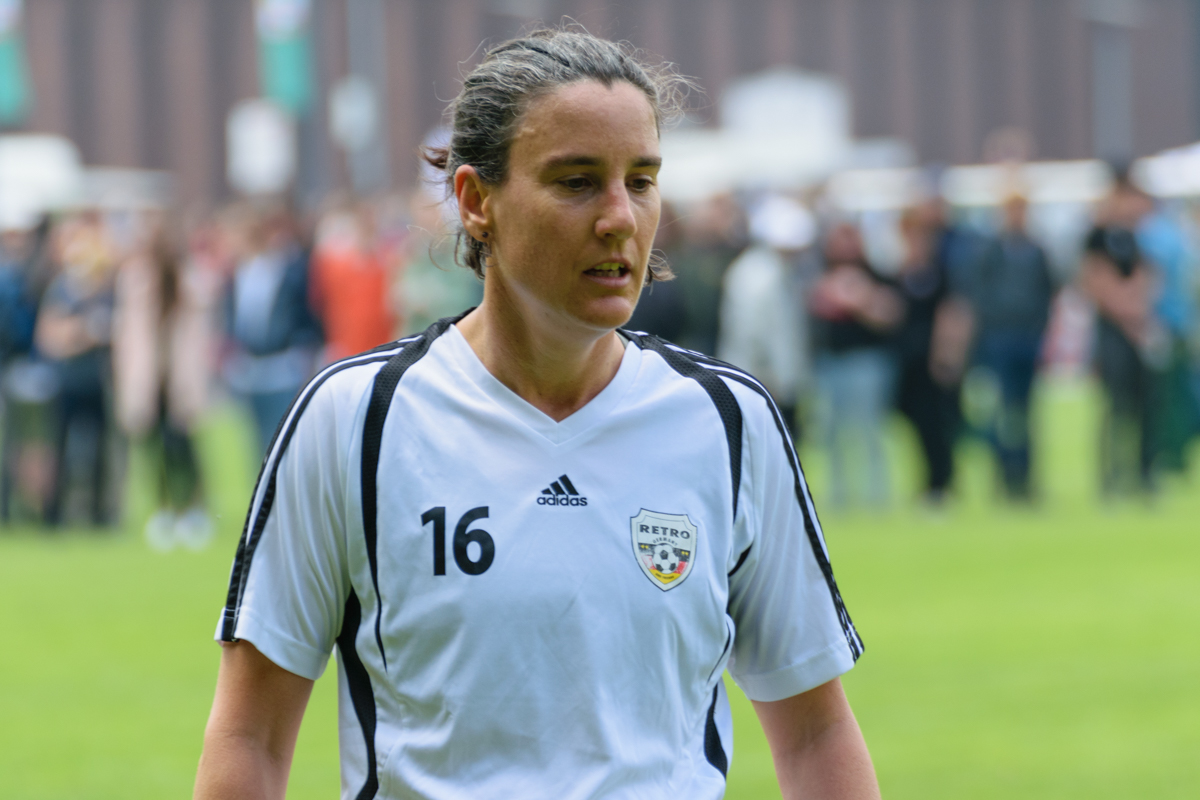
Birgit Prinz, ganadora en 2003

La jugadora mundial de la FIFA 2001 fue un premio individual otorgado por la Federación Internacional de Fútbol Asociación para reconocer a la mejor futbolista del mundo. Esta sería la tercera gala organizada por la FIFA para deportistas femeninas ya que el premio se entragaba desde 1991 pero para la rama masculina.
La ganadora de esta edición fue Birgit Prinz. La alemana ya contaba con una extensa trayectoria en el fútbol a nivel nacional e internacional, ganando el título de la Bundesliga Femenina en varias ocasiones: primero con el FSV Frankfurt y después con el Eintracht Fráncfort, así como la Copa de fútbol femenino de Alemania. También se coronó campeona de la Eurocopa Femenina en 1995, 1997 y 2001, la Liga de Campeones Femenina de la UEFA en 2002 y la Copa Mundial Femenina de Fútbol en 2003, títulos que le valieron el premio para esta edición.
La ceremonia de coronación fue realizada en la ciudad de Basilea, Suiza, en un salón de una feria comercial con alrededor de 2000 invitados. La alemana Prinz fue la encargada de entregar los trofeos de los vencedores en la categoría masculina.

## Votación
La votación del premio estuvo a cargo de más de 100 directores técnicos y capitanes de selecciones absolutas. Como requisito, cada uno eligió a tres candidatos quienes obtuvieron una puntuación específica de cinco, tres y un punto respectivamente.

## Resultados
La ganadora del premio fue la alemana y jugadora de la selección absoluta Birgit Prinz. Prinz obtuvo la mayor puntuación posible en la clasificación final, con un total de 268 puntos. En una segunda posición terminó la estadounidense Mia Hamm con 133 puntos, quien jugaba en ese entonces para el Washington Freedom de la Women's United Soccer Association. En el tercer lugar y completando el podio quedó la sueca Hanna Ljungberg con 84 puntos y quien defendía los colores de la camiseta del Umeå IK en la Damallsvenskan. Dentro del resto de futbolistas relevantes figuran Marta Vieira da Silva, Kátia Cilene Teixeira da Silva y Maren Meinert, entre otras.
Este fue el primer premio individual que recibió la alemana por parte de la FIFA durante su carrera como futbolista profesional. Premio que volvería a ganar de manera consecutiva en la edición de 2004.
| Posición | Nacionalidad   | Futbolista        | Puntaje |
| -------- | -------------- | ----------------- | ------- |
| 1        | Alemania       | Birgit Prinz      | 268     |
| 2        | Estados Unidos | Mia Hamm          | 133     |
| 3        | Suecia         | Hanna Ljungberg   | 84      |
| 4        | Suecia         | Victoria Svensson | 82      |
| 5        | Alemania       | Maren Meinert     | 69      |
| 6        | Alemania       | Bettina Wiegmann  | 49      |
| 7        | Suecia         | Malin Mostrom     | 23      |
| 8        | Brasil         | Katia             | 14      |
| 8        | Alemania       | Renate Lingor     | 14      |
| 10       | Brasil         | Marta             | 13      |
| 10       | Alemania       | Silke Rottenberg  | 13      |